# UMTS
UMTS (англ. Universal Mobile Telecommunications System — Универсальная Мобильная Телекоммуникационная Система) — технология сотовой связи, разработана Европейским институтом телекоммуникационных стандартов (ETSI) для внедрения 3G в Европе. В качестве способа передачи данных через воздушное пространство используется технология W-CDMA, стандартизованная в соответствии с проектом 3GPP, ответ европейских учёных и производителей на требование IMT-2000, опубликованное Международным союзом электросвязи как набор минимальных критериев сети сотовой связи третьего поколения.
С целью отличия от конкурирующих решений UMTS также часто называют 3GSM с целью подчеркнуть принадлежность технологии к сетям 3G и его преемственность в разработках с сетями стандарта GSM.

## Возможности
UMTS, используя разработки W-CDMA, позволяет поддерживать скорость передачи информации на теоретическом уровне до 42 Мбит/с (при использовании HSPA+). В настоящий момент самыми высокими скоростями считаются 384 Кбит/с для мобильных станций технологии R99 и 7,2 Мбит/с для станций HSDPA в режиме передачи данных от базовой станции к мобильному терминалу. Это является скачком по сравнению со значением в 9,6 Кбит/с при передаче данных по каналу GSM или использованием в соответствии с технологией HSCSD нескольких каналов 9,6 Кбит/с (при этом максимально достигаемая скорость — 14,4 Кбит/с в CDMAOne), и, наряду с другими технологиями беспроводной передачи данных (CDMA2000, PHS, WLAN) позволяет получить доступ к Всемирной Паутине и другим сервисам посредством использования мобильных станций.
Предшествующее поколению 3G, второе поколение мобильной связи включает в себя такие технологии как GSM, IS-95, PHS, используемый в Японии PDC и некоторые другие, принятые на вооружение в самых разных странах. Эволюционным этапом на этом пути развития телекоммуникаций является поколение «2,5G», обозначающее применение на сетях технологии GPRS.
Теоретически скорость передачи данных с GPRS может составлять максимально 172 Кбит/с, но на практике (из-за ограничений абонентских терминалов половиной полосы, то есть 4 слота из 8) она достигает 85 Кбит/с, а в среднем примерно 30-40 Кбит/с, что, тем не менее, повышает привлекательность технологии, основанной на пакетной коммутации по сравнению с более медленными в передаче данных способах, основанных на коммутации каналов. GPRS применена на многих сотовых сетях стандарта GSM.
Следующий этап в этой технологии — EDGE, использующий более сложные схемы кодирования информации (вместо гауссовской модуляции GMSK плотностью 1 бит/Герц используется разновидность QPSK, квадратурная ортогональная модуляция 8PSK до 3 бит/Герц) — позволяет поднять скорость передачи данных в три раза до 474 Кбит/с в теории и до 237 Кбит/с на практике (опять ограничение абонентских терминалов — приём 4 слота из 8), и в среднем 100—120 Кбит/с в реальности.
Сети, развёрнутые с применением EDGE, относят к поколению «2,75G». Улучшенный GPRS это и есть EDGE. GSM/EDGE составляют один из уровней доступа 3G/UMTS — GERAN.
Начиная с 2006 года, на сетях UMTS повсеместно распространяется технология высокоскоростной пакетной передачи данных от базовой станции к мобильному терминалу HSDPA, которую принято относить к сетям поколения «3,5G». К началу 2008 года HSDPA поддерживала скорость передачи данных в режиме «от базовой станции к мобильному терминалу» до 7,2 Мбит/с. Также ведутся разработки по повышению скорости передачи данных в режиме от мобильного терминала к базовой станции HSUPA. В долгосрочной перспективе, согласно проектам 3GPP, планируется эволюция UMTS в сети четвёртого поколения 4G, позволяющие базовым станциям передавать и принимать информацию на скоростях 100 Мбит/с и 50 Мбит/с соответственно, благодаря усовершенствованному использованию воздушной среды посредством мультиплексирования с ортогональным частотным разделением каналов (OFDM).
UMTS позволяет пользователям проводить сеансы видеоконференций посредством мобильного терминала, однако опыт работы операторов связи Японии и некоторых других стран показал невысокий интерес абонентов к данной услуге. Гораздо более перспективным представляется развитие сервисов, предлагающих загрузку музыкального и видео контента: высокий спрос на услуги такого рода был продемонстрирован в сетях 2,5G.

## В России
По результатам конкурса на получение лицензий для предоставления услуг сотовой связи в стандарте UMTS на территории России победителями оказались три крупнейших оператора стандарта GSM в РФ: в апреле 2007 года необходимые разрешения были выданы ОАО «Мобильные ТелеСистемы» (МТС), ОАО «ВымпелКом» (торговая марка Билайн) и ОАО «МегаФон», ООО «T2 Рус холдинг» получило частоты при объединении с «Ростелекомом» (Ныне «T2 РТК Холдинг» (торговая марка Tele2).
Первым российским оператором, запустившим сеть третьего поколения в коммерческую эксплуатацию, стал «Северо-Западный филиал ОАО „МегаФон“»: в начале октября 2007 г. компания ввела в действие сеть из 30 базовых станций на территории г. Санкт-Петербурга, а к концу 2008 г. планировала построить на Северо-Западе 1000 базовых станций с поддержкой UMTS/HSDPA и полностью покрыть сетью 3G Петербург. 28 мая 2008 г. сеть 3G с поддержкой технологии HSDPA в Петербурге запустила в коммерческую эксплуатацию компания МТС. 15 июля 2008 г. в Сочи компания МТС запустила в коммерческую эксплуатацию сеть 3G с поддержкой технологии HSDPA. Это позволило компании «Мобильные ТелеСистемы» стать вторым оператором России, начавшим предоставление услуг связи 3G-UMTS. 1 июня 2008 года в городе Казань компанией «МТС» была запущена сеть 3G(HSDPA) в тестовом режиме, а с 1 июля 2008 года была запущена в коммерческую эксплуатацию. С февраля 2008 года в тестовом режиме, а с 6 октября 2008 года услуги в сети 3G доступны для абонентов МТС в Новосибирске в коммерческом режиме. Чуть позднее 3G сеть была развёрнута в городе Нижнекамск, с января 2009 года в Казани также запустила 3G сеть «Билайн», с 1 сентября 2009 года планируется запуск 3G сети компанией «Мегафон», обещавшей полностью покрыть весь город. 16 июля 2009 года в Саратове компания МТС запустила в коммерческую эксплуатацию сеть 3G с поддержкой HSDPA.
1 сентября 2008 года «Вымпелком» (торговая марка «Билайн») объявила о начале предоставления услуг на основе технологий UMTS в Санкт-Петербурге, Нижнем Новгороде, Самаре и Челябинске.
12 марта 2009 года в Новосибирске ОАО «Вымпел-Коммуникации» запустили сеть 3G в режиме коммерческой эксплуатации
17 ноября 2008 года компания МегаФон сообщила, что 185 базовых станций, оснащённых современным оборудованием для высокоскоростной передачи данных, обеспечивают высокое качество 3G-сигнала в крупных городах и населённых пунктах республики Дагестан: Белиджи, Магарамкенте, Кизляре, Кизилюрте, Избербаше, Каспийске, Дербенте, Дагогни, Ленинкенте, Тюбе, Буйнакске и Хасавюрте.
14 ноября 2008 года «Билайн» объявила первой о начале предоставления услуг на основе технологий UMTS в Уфе, а 17 Декабря 2008 года 3G сеть была запущена в Кургане, и в Чите.
18 декабря 2009 года «Билайн» запустила сеть 3G в Иркутске и Иркутской области. 6 мая 2010 года МТС запустила 3G сеть в городе Липецке.
17 июля 2012 в Иркутске ЗАО «Байкалвестком» запустило сеть 3G. «В ближайшее время жители крупных населенных пунктов Приангарья смогут воспользоваться всеми преимуществами сети третьего поколения стандарта UMTS» — сообщается на сайте компании.
27 марта 2013 в Пермском крае ОАО «Ростелеком» запустили сеть 3G+. В ближайшее время жители мелких населённых пунктов Пермского края смогут использовать все преимущества сетей третьего поколения стандарта «HSPA+» — сообщается на сайте города Очер — Пермского края.

## В Казахстане
В Казахстане технология 3G была введена в сети Kcell/activ — торговые марки АО «Кселл», Beeline (торговая марка ТОО «КаР-Тел») — 1 декабря 2010 года в городах Алматы и Астане в диапазоне 2100 МГц.
Постепенно в течение 2011 года подключались к 3G города Актау, Актобе, Атырау, Караганда, Кокшетау, Костанай, Кызылорда, Петропавловск, Семей, Талдыкорган, Тараз, Усть-Каменогорск, Шымкент.
С 24 апреля 2011 года в Казахстане начал работу сотовый оператор Tele2, ранее известный под брендом Neo (ТОО «Мобайл Телеком-Сервис»), который запустил стандарт 3G (UMTS-900) в городе Актобе и Актюбинской области.

## Технология
Следующая ниже информация не применима к сетям, отличным от UMTS, но использующим радио-интерфейс W-CDMA: таким, как например FOMA
UMTS развёртывается путём внедрения технологий радио-интерфейса W-CDMA, TD-CDMA, или TD-SCDMA на «ядро» GSM. В настоящий момент большинство операторов, работающих как на сетях UMTS, так и других стандартов типа FOMA, выбирают в качестве технологии воздушного интерфейса W-CDMA.
Радио-интерфейс UMTS использует в своей работе пару каналов с шириной полосы 5 МГц. Для сравнения, конкурирующий стандарт CDMA2000 использует один или несколько каналов с полосой частот 1,25 МГц для каждого соединения. Здесь же кроется и недостаток сетей связи, использующих W-CDMA: неэкономичная эксплуатация спектра и необходимость освобождения уже занятых под другие службы частот, что замедляет развёртывание сетей, как, например, в США.
Согласно спецификациям стандарта, UMTS использует следующий спектр частот: 1885 МГц — 2025 МГц для передачи данных в режиме «от мобильного терминала к базовой станции» и 2110 МГц — 2200 МГц для передачи данных в режиме «от станции к терминалу». В США по причине занятости спектра частот в 1900 МГц сетями GSM выделены диапазоны 1710 МГц — 1755 МГц и 2110 МГц — 2155 МГц соответственно. Кроме того, операторы некоторых стран (например, американский AT&T Mobility) дополнительно эксплуатируют полосы частот 850 МГц и 1900 МГц. Далее, правительство Финляндии на законодательном уровне поддерживает развитие сети стандарта UMTS900, покрывающей труднодоступные районы страны и использующей диапазон 900 МГц (в данном проекте участвуют такие компании как Nokia и Elisa).
Для операторов связи, уже оказывающих услуги в формате GSM, переход в формат UMTS представляется лёгким с технической точки зрения и значительно затратным одновременно: при создании сетей нового уровня сохраняется значительная часть прежней инфраструктуры, но вместе с тем получение лицензий и приобретение нового оборудования для базовых станций требует значительных капиталовложений.
Основным отличием UMTS от GSM является построение воздушной среды передачи данных на принципах Сети Общего Радиодоступа GeRAN. Это позволяет осуществлять стыки UMTS с цифровыми сетями интегрированного обслуживания ISDN, сетью Internet, сетями GSM или другими сетями UMTS. Сеть общего радиодоступа GeRAN включает три нижних уровня модели OSI (Open Systems Interconnection Model — модель Взаимодействия Открытых Систем), верхний из которых (третий, сетевой уровень) составляют протоколы, образующие системный уровень управления радиоресурсами (протокол RRM). Этот уровень ответственен за управление каналами между мобильными терминалами и сетью базовых станций (в том числе передача обслуживания терминала между базовыми станциями).

## Модемные устройства
Доступ пользователей к услуге передачи данных сети UMTS может обеспечиваться вне зависимости от типа используемого компьютера, путём применения шлюза доступа к сети (cellular router), использующего интерфейс PCMCIA либо USB. Часть программного обеспечения устанавливается автоматически при обнаружении операционной системой модема, и не требует дополнительных знаний по настройке подключения к сети.
Использование мобильного терминала, имеющего доступ к сетям 3G, в качестве маршрутизатора (модема) позволяет установить соединение с сетью Интернет посредством Bluetooth или USB ноутбукам самых разных марок и производителей.

## Взаимодействие сетей и международный роуминг
UMTS и GSM задействуют различные механизмы на уровне воздушного интерфейса, и потому не являются совместимыми. Однако последние разработки среди продаваемых на территории Европы, США, Северной Африки и большей части Азии мобильных терминалов и карт доступа UMTS позволяют работать в сетях обоих стандартов. Если абонент UMTS выходит из зоны действия UMTS, его терминал автоматически переключается на приём и посылку сигналов в формате GSM (даже если сети обслуживаются разными операторами связи). Вместе с тем, мобильные терминалы стандарта GSM не могут использоваться в сетях UMTS.

## Распределение частот
К декабрю 2004 года по всему миру было выдано более 120 лицензий на предоставление услуг связи операторам, внедряющих технологию радиодоступа W-CDMA на оборудовании стандарта GSM. В Европе процесс выдачи лицензий пришёлся на время повышенного спроса на акции технологических компаний, и в таких странах как Великобритания и Германия стоимость лицензий была по мнению многих специалистов неоправданно завышена. В Германии покупатели выложили в сумме более 50 миллиардов евро за шесть лицензий, две из которых позже были аннулированы без возмещения стоимости (компании Mobilcom и консорциума финской Sonera и испанской Telefonica). Помимо оплаты стоимости лицензии, операторы брали на себя бремя достаточно высоких налоговых выплат в течение последующих десяти лет, что, по прогнозам финансистов, не могло окупить затрат участников и привело бы к банкротству (в числе наиболее рискованных игроков оказалась нидерландская KPN). Спустя несколько лет часть операторов предпочла частично или полностью отказаться от полученных лицензий.
Спектр частот, отведённый под использование UMTS в Европе, является уже занятым под предоставление других услуг на территории США: частота в 1900 МГц отведена под Personal Communications Service (PCS) стандарта 2G, частота 2100 МГц используется для спутниковой связи. Тем не менее, по решению государственных органов США часть диапазона 2100 МГц освобождается под услуги 3G, также как и часть диапазона 1700 МГц (для передачи данных в режиме «от мобильного терминала к базовой станции»).
AT&T Wireless запустила сеть UMTS в Соединённых Штатах Америки в конце 2004 г. в диапазоне 1900 МГц. Компания сотовой связи Cingular, приобретённая AT&T в том же 2004 году, смогла применить эту технологию на своей сети в ряде американских городов. В соседней Канаде запуск UMTS также анонсируется на частоте 1900 МГц. Другая компания, T-Mobile, предполагает развернуть сеть в диапазоне 2100/1700 МГц.
С целью расширения абонентской базы AT&T также осваивает диапазон в 850 МГц в части американских штатов. Австралийский оператор Telstra планирует к февралю 2008 года перейти от использования сети CDMA в диапазоне 850 МГц к UMTS на частоте 2100 МГц. Стоит отметить то, что диапазон 850 МГц позволяет охватывать большую зону действия в пределах одной базовой станции по отношению к сетям 1700/1900/2100 МГЦ.

## Конкурирующие стандарты
Несмотря на то что UMTS реализует последние разработки в области использования воздушного интерфейса, конкурентными по отношению к этой технологии считаются сети FOMA, CDMA2000 и TD-SCDMA. Из перечисленных только FOMA предполагает использование W-CDMA.
В принципе, конкурирующий стандарт определяется исходя из конфигурации самой UMTS. Если UMTS нацелена на передачу данных, то тут конкурирующими считаются технологии WiMAX, Flash-OFDM и LTE. В настоящей статье обсуждаются аспекты систем UMTS-FDD, формы UMTS, предлагаемой к использованию в традиционных сотовых сетях. Другая форма UMTS, UMTS-TDD, построенная на отличной от W-CDMA технологии передачи данных по воздуху (TD-CDMA) предлагает осуществлять обмен данными между базовой станцией и мобильным терминалом в одном спектре, что является эффективным решениям для предоставления раздельного доступа. В данном случае мы можем говорить о более конкурентоспособном решении по отношению к сетям, аналогичным WiMAX, чем ориентированные на голосовой трафик UMTS.
И CDMA2000, и W-CDMA согласованы Международным союзом электросвязи как часть семейства IMT-2000 поколения 3G в приложение к технологиям TD-CDMA, EDGE и собственному стандарту КНР TD-SCDMA.
Более узкая по отношению к UMTS полоса пропускания CDMA2000 позволяет гораздо легче запустить эту технологию в местах, где применяются более ранние сети. По ряду причин операторы связи могут использовать либо UMTS, либо GSM, но не обе технологии в одной полосе частот одновременно. Однако это не является большой сложностью, так как в большинстве регионов развёртывание двух сетей в одном спектре уже ограничено законодательным образом.
Большинство операторов GSM в Северной Америке, так же как и операторы в других регионах, используют оборудование EDGE как наиболее близкую к 3G технологию. Американская AT&T Wireless предложила своим абонентам эту услугу в 2003 году, T-Mobile USA — в октябре 2005 года, канадская Rogers Wireless — в конце 2003 года. Литовский оператор Bitė Lietuva был одним из первых европейских операторов, предложивших пользователям EDGE (декабрь 2003 года), итальянская компания TIM сделала это в 2004 году. Преимущество EDGE заключается в том, что она может быть использована в полосе частот, занимаемых GSM, и лёгкости её внедрения на мобильных терминалах для производителей телефонов. Это лёгкая, удобная в использовании и относительно недорогая технология, служащая временным решением для улучшения сетей GSM: UMTS требует более значительных вложений и изменений в архитектуре провайдера. Основным конкурентом этого приложения к сетям выступает CDMA2000.

## Недостатки
В некоторых странах (в том числе США и Японии) порядок распределения радиочастотного спектра не соответствует рекомендациям Международного союза электросвязи, и в результате UMTS не может быть развёрнута в спектре, назначенном разработчиками. Это требует нового подхода к оборудованию сети связи, и перед производителями ставится задача разработки новых технологических решений. Опыт использования оборудования сетей GSM позволяет сделать предположение, что в скором времени на рынке появится оборудование, которое сможет удовлетворить требованиям заказчиков во всех странах мира, но его стоимость будет значительно выше существующих на данное время предложений. Однако такая универсальность в конечном итоге позволяет снизить затраты по отрасли в целом, и в результате абонент окажется в выгоде.
В начале эры UMTS основными недостатками технологии представляются следующие моменты:
- относительно высокий вес мобильных терминалов наряду с низкой ёмкостью аккумуляторных батарей;
- технологические сложности корректного осуществления хэндовера между сетями UMTS и GSM;
- небольшой радиус соты (для полноценного предоставления услуг он составляет 1-1,5 км).

В настоящее время одной из основных проблем остаётся повышенное энергопотребление в режиме UMTS по сравнению с режимом GSM. Большинство производителей телефонов указывают различное время работы для своих устройств в зависимости от того, в сети GSM или сети UMTS работает телефон, при этом продолжительность работы от аккумулятора в сети UMTS значительно короче.
Вторая проблема в переходный от GSM к UMTS период — недостаточное покрытие территории сетью UMTS.